# Esther Acebo
Esther Acebo (Madrid, 19 januari 1983) is een Spaanse actrice en presentatrice. Ze verkreeg in 2017 bekendheid door haar rol als Mónica Gaztambide in de televisieserie La casa de papel.

## Loopbaan
Acebo studeerde bewegingswetenschappen aan de Universiteit van Castilla-La Mancha. Ze startte haar televisiecarrière als presentatrice van het kinderprogramma Kosmi Club. Vervolgens presenteerde ze Non Stop People, een programma op de Spaanse zender Movistar+.
Ze bleef werken als actrice en maakte haar debuut op de nationale televisie met Ángel o Demonio (Telecinco). Ze maakte ook de sprong naar de bioscoop met een film van Ricardo Dávila, Los Encantados (The Enchanted Ones), die via internet werd uitgebracht.
- Biblioteca Nacional de España: XX5478795
- Library of Congress Control Number: no2022101932
- Virtual International Authority File: 315539127
- WorldCat: E39PBJr7XVvXXcYQRJgyGpJYyd